# Freix-Anglards
Freix-Anglards település Franciaországban, Cantal megyében. Lakosainak száma 216 fő (2022. január 1.). Freix-Anglards Ayrens, Jussac, Saint-Cernin és Saint-Illide községekkel határos.

## Népesség
A település népességének változása:
| Lakosok száma | 427  | 328  | 274  | 183  | 204  | 210  | 218  | 222  | 220  | 216  |
|               | 1968 | 1982 | 1990 | 2006 | 2013 | 2015 | 2017 | 2019 | 2020 | 2022 |